# Κata Τon Daimona Εaytoy (Do What Thou Wilt)
Κata Τon Daimona Εaytoy (Do What Thou Wilt), conosciuto anche come Κατά τον δαίμονα εαυτού (traslitterazione di "Κata Τon Daimona Εaytoy") è l'undicesimo album in studio del gruppo musicale Rotting Christ, pubblicato il 2013 dalla Season of Mist. 

## Tracce
1. In Yumen - Xibalba – 6:24
2. P'unchaw kachun - Tuta kachun – 4:44
3. Grandis Spiritus Diavolos – 5:52
4. Κατά τον δαίμονα του εαυτού – 4:52
5. Cine iubeşte şi lasă – 5:58
6. Iwa Voodoo – 4:36
7. Gilgameš – 4:02
8. Русалка – 4:33
9. Ahura Mazdā-Aŋra Mainiuu – 4:44
10. Χ ξ ς' – 5:46

## Formazione
- Sakis Tolis - voce, chitarra, basso, tastiera, testi
- Themis Tolis - batteria, percussioni